# It's Golden
It's Golden är Umeå-bandet Isolation Years andra fullängdsalbum. Det släpptes 14 mars 2003 på skivbolaget NONS.
Från skivan släpptes singlarna It's Golden (2003) och Open Those Eyes (2003).

## Låtlista
1. "Let's Step Aside" (Nyström/Moström) - 3:01
2. "Frosted Minds" (Nyström/Moström) - 3:22
3. "It's Golden" (Nyström) - 4:03
4. "I'm Not Myself" (Nyström) - 3:36
5. "Open Those Eyes" (Nyström) - 3:11
6. "Say Oh Say" (Nyström) - 3:07
7. "Three-Minute Convert" (Nyström) - 3:35
8. "Don't Remind Me" (Nyström) - 2:44
9. "She's So Ready" (Nyström) - 2:56
10. "Preacher/Songwriter" (Nyström/Moström) - 6:17
11. "Naked Natives" (Nyström) - 3:46

## Personal
- Johannes Berglund - mixning (spår 10)
- Oscar Brändström - saxofon
- Sören Elonsson - mastering
- Andreas Forsman - fiol (spår 7)
- Pelle Gunnerfeldt - producent (spår 1-2, 7, 9), mixning, inspelning (spår 1-2, 7, 9)
- Johan Gustafsson - producent (spår 5, 11), inspelning (spår 5, 11)
- Isolation Years - medverkande grupp, producent
- Daniel Johansson - flugelhorn - (spår 11), trumpet (spår 2, 11)
- Lovisa Nyström - bakgrundssång (spår 3), sång (spår 7)
- Björn Yttling - stråkarrangemang (spår 7)

## Listplaceringar
| Lista (2003) | Topplacering |
| ------------ | ------------ |
| Sverige      | 46           |

### Fotnoter
1. 1 2  ”Isolation Years”. Svensk mediedatabas. http://smdb.kb.se/catalog/search?q=isolation+years+typ%3Afonogram&sort=NEWEST. Läst 10 maj 2012.
2. ↑  Placeringar på den svenska albumlistan